# Marek Solczyński
Marek Solczyński (Stawiszyn, 7 de abril de 1961) é um diplomata e prelado polonês da Igreja Católica pertencente ao serviço diplomático da Santa Sé.

## Biografia
Foi ordenado padre em 28 de maio de 1987, pelo cardeal Józef Glemp, arcebispo de Varsóvia, sendo incardinado nesta arquidiocese. Possui formação em direito canônico.
Tendo entrado no serviço diplomático da Santa Sé em 1 de abril de 1991, trabalhou nas representações pontifícias no Paraguai, na Rússia, na ONU em Nova Iorque, Estados Unidos, Turquia, República Checa e Espanha.
É fluente, além do polonês nativo, em  francês, inglês, russo e espanhol.
Em 26 de novembro de 2011, o Papa Bento XVI o nomeou como núncio apostólico na Geórgia, concedendo a dignidade de arcebispo titular de Cesarea in Mauretania. Em 15 de dezembro seguinte, foi nomeado também para a nunciatura da Armênia. Recebeu a ordenação episcopal em 25 de novembro seguinte, na Basílica de São Pedro, do Papa Bento XVI, coadjuvado pelo Cardeal Secretário de Estado Tarcisio Bertone, S.D.B. e pelo cardeal William Joseph Levada, prefeito da Congregação para a Doutrina da Fé.
Em 14 de abril de 2012, foi nomeado também para a nunciatura apostólica para o Azerbaijão.
Em 25 de abril de 2017, foi transferido pelo Papa Francisco para a nunciatura apostólica da Tanzânia.
Em 2 de fevereiro de 2022, foi transferido para a nunciatura apostólica da Turquia. No dia 14 de fevereiro do mesmo ano, foi também nomeado para a nunciatura apostólica do Azerbaijão, onde já servira antes. em 8 de setembro seguinte, foi também nomeado para a nunciatura apostólica do Turcomenistão.